# Azwell (Washington)
Azwell ist ein kleines gemeindefreies Gebiet im Okanogan County im US-Bundesstaat Washington.

## Geschichte
Azwell ist nach seinem Gründer Alfred Z. Wells (Alfred Z. Wells) benannt. Wells und sein Neffe Alfred Morris waren die Eigentümer eines Eisenwarengeschäfts in Wenatchee und traten in den Obstanbau ein, als sie in das Gebiet des heutigen Azwell kamen. Ihre Partnerschaft endete 1941, Alfred Wells behielt die Obstplantage und Azwell wurde eine Werkssiedlung mit einigen ganzjährig ansässigen Einwohnern.
1953 umfasste der Ort etwa 120 ha Apfel- und Pfirsich-Plantagen, ein Lagerhaus zur Verpackung des Obstes sowie einen Lebensmittelladen; etwa 20 Familien lebten permanent in Azwell.

## Geographie
Der Ort liegt am Columbia River, unterhalb des Wells Dam, sechs Meilen (9,6 km) südlich von Pateros und 60 Meilen (96 km) nördlich von Wenatchee.